# Lista över rådmän vid Skänninge rådhusrätt
Detta är en lista över rådmän vid Skänninge rådhusrätt.

## 1600-talet
- 1621–1625: Olof Håkansson
- 1649–1693: Thomas Alexandersson Tamsten
- 1663–1708: Jöns Larsson Nyman
- 1673–1693: Olof Hansson Rudman
- 1680–1693: Lars Törner
- Måns Danielsson
- Laurentius Laurentii Törner[1]

## 1700-talet
- 1720–1745: Hans Lund
- 1750–1781: Georg Älf[1]
- 1754–1790: Hans Wahlberg
- 1777–1805: Michael Wejdling[1]
- Gabriel Cederbaum
- Carl Johansson Schenberg
- Johan Peter Ternell

## 1800-talet
- 1846–1849: Claës Johan Cnattingius[1]
- 1850–1865: Adolph Napoleon Curman[1]
- 1862–1866: Edvard Fröberg
- 1864–1866: Carl Johan Färnström
- 1866–1902: Nikolaus Rothman
- 1880–1881: Samuel Fredrik Samuelsson
- 1894: Arvid Hjalmar Rehbinder[1]

## 1900-talet
- 1908–1925: Carl Johan Theodor Axbom
- 1913–1925: Samuel Herman Wahrberg
- 1916–1925: August Vilhelm Nydahl